# (2314) Field
(2314) Field es un asteroide perteneciente al cinturón de asteroides descubierto por el equipo del Observatorio del Harvard College desde la Estación George R. Agassiz, Estados Unidos, el 12 de noviembre de 1977.

## Designación y nombre
Field se designó inicialmente como 1977 VD.
Más adelante fue nombrado en honor del astrónomo esatdounidense George B. Field.

## Características orbitales
Field orbita a una distancia media del Sol de 2,261 ua, pudiendo acercarse hasta 2,204 ua y alejarse hasta 2,317 ua. Su inclinación orbital es 5,726° y la excentricidad 0,02492. Emplea en completar una órbita alrededor del Sol 1242 días.